# 송탄
송탄(松炭)은 경기도 평택시 북동부를 일컫는 지명이다. 1914년 진위군 일탄면, 송장면, 여방면 등이 통합되어 송탄면이 되면서 송탄이라는 이름이 처음 붙여졌다. 한국 전쟁 중이던 1952년 미군 비행장인 오산공군기지가 생기면서 군사기지 주변의 상업·위락 지역인 기지촌(基地村)이 형성되어 의정부시, 동두천시, 왜관읍과 더불어 대표적인 군사도시로 급격히 성장하였다. 1963년 송탄읍, 1981년 송탄시로 차례대로 승격되었으나, 1995년 전국적인 시·군의 통합으로 평택시의 일부가 되었으며, 이와 동시에 옛 송탄시 및 주변 면을 관할로 평택시청 송탄출장소가 설치되어 현재에 이르고 있다.

## 역사

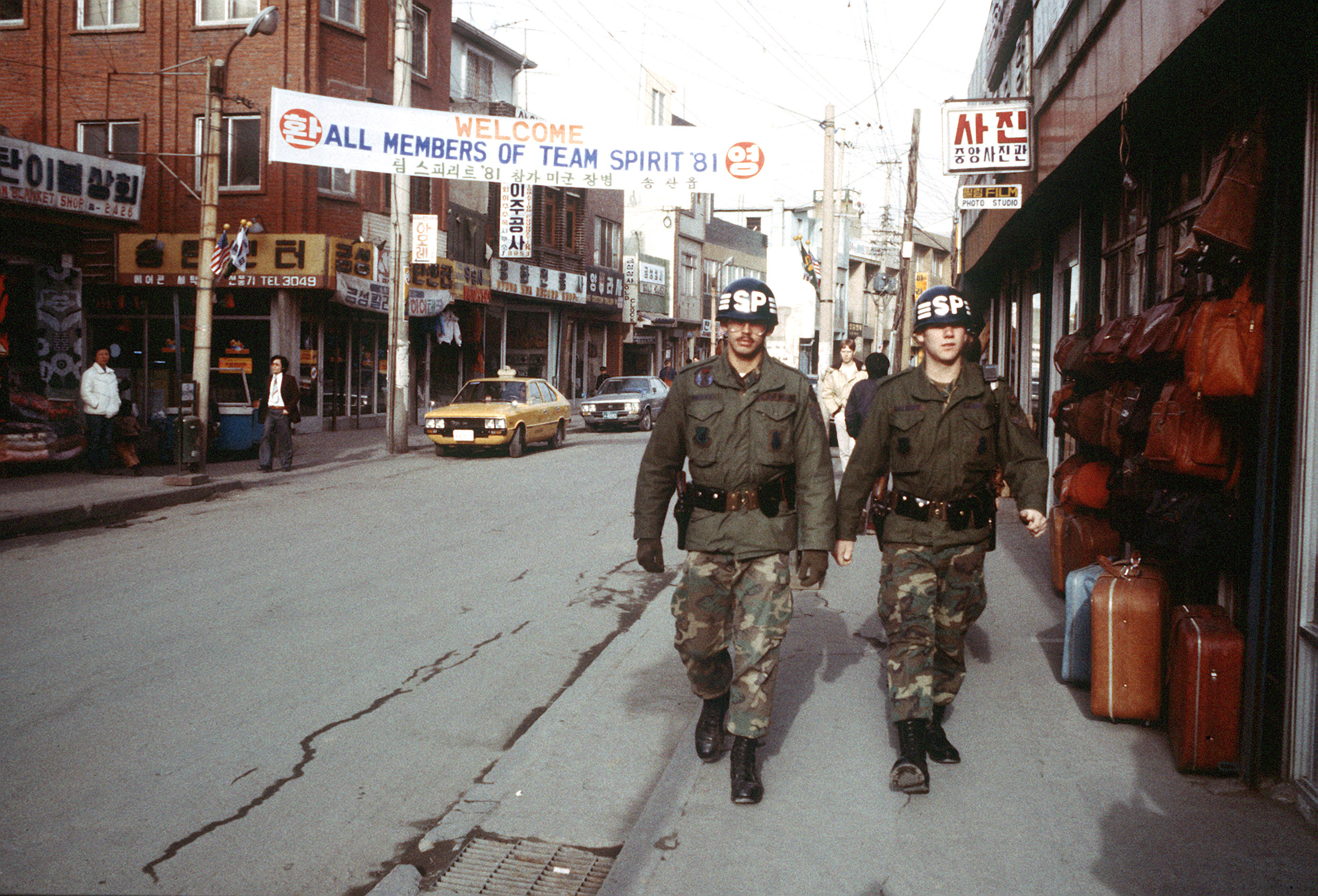
송탄읍의 길 (1981년 3월 1일)

- 1914년 4월 1일 : 경기도 진위군 일탄면(一炭面)·송장면(松長面)·여방면(餘方面)이 합쳐져 경기도 진위군 송탄면이 되었다.[2]

| 경기도령 제3호  |                                              |
| 구 행정구역     | 신 행정구역                                  |
| 진위군 일탄면   | 송탄면 일부 (독곡리, 신장리)                 |
| 진위군 송장면   | 송탄면 일부 (가재리, 이충리, 장안리, 지산리) |
| 진위군 여방면   | 송탄면 일부 (도일리, 모곡리, 칠괴리, 칠원리) |
| 진위군 소고니면 | 송탄면 일부 (서정리, 장당리)                 |
- 1938년 10월 1일 : 진위군이 평택군으로 개칭되었다.[3]
- 1963년 1월 1일 : 송탄면이 송탄읍으로 승격하였다.[4]
- 1981년 7월 1일 : 송탄읍이 송탄시로 승격하여 평택군에서 분리되었다.[5]
- 1995년 5월 10일 : 송탄시, 평택시, 평택군이 도농복합시인 평택시로 통합되었다.[1]
- 1996년 4월 19일 : 평택시 동부동이 송탄동으로 개칭되었다.[6]
- 1998년 10월 1일: 평택시 도원동이 송탄동에 통합되었다.[7]

## 정치·행정

### 국회의원
송탄출장소가 송탄 지역 및 진위면, 서탄면, 고덕면을 관할하는 것과는 달리 평택시의 국회의원 선거구는 출장소의 관할 구역과 무관하게 짜여 있다. 송탄 지역의 국회의원 선거구는 평택시 갑으로, 진위면, 서탄면 및 남평택 지역의 통복동·세교동과 묶여 있다. 제17대 국회의원이었던 우제항을 제외하면 평택 통합 이후인 제15대부터 제20대까지 원유철이 의원으로 활동하고 있다.

### 도·시의원
|            | 지역구                                           | 이름   | 정당         | 비고 |
| ---------- | ------------------------------------------------ | ------ | ------------ | ---- |
| 경기도의원 | 평택시 제1선거구 진위·서탄·지산·송북·신장1·신장2 | 양경석 | 더불어민주당 |      |
| 경기도의원 | 평택시 제2선거구 중앙·서정·송탄·통복·세교        | 김재균 | 더불어민주당 |      |
| 평택시의원 | 가선거구 진위·서탄·지산·송북·신장1·신장2         | 홍선의 | 더불어민주당 |      |
| 평택시의원 | 가선거구 진위·서탄·지산·송북·신장1·신장2         | 이관우 | 자유한국당   |      |
| 평택시의원 | 나선거구 중앙·서정                               | 곽미연 | 더불어민주당 |      |
| 평택시의원 | 나선거구 중앙·서정                               | 김승남 | 더불어민주당 |      |
| 평택시의원 | 다선거구 송탄·통복·세교                          | 이윤하 | 더불어민주당 |      |
| 평택시의원 | 다선거구 송탄·통복·세교                          | 이병배 | 자유한국당   |      |

### 행정 구역
인구 및 세대는 2017년 12월말 기준이다.
| 행정동  | 법정동                                                | 인구   | 세대   |
| ------- | ----------------------------------------------------- | ------ | ------ |
| 중앙동  | - 서정동 - 이충동 - 장당동                            | 45,864 | 18,076 |
| 서정동  | - 서정동                                              | 29,733 | 13,325 |
| 송탄동  | - 모곡동 - 칠괴동 - 가재동 - 장안동 - 칠원동 - 도원동 | 15,480 | 6,001  |
| 지산동  | - 지산동                                              | 11,888 | 5,939  |
| 송북동  | - 지산동 - 독곡동                                     | 23,291 | 9,235  |
| 신장1동 | - 신장동                                              | 6,705  | 3,514  |
| 신장2동 | - 신장동                                              | 6,294  | 3,467  |

### 역대 송탄시 시장
- 김기형, 1981년 7월 1일 ~ 1982년 9월 17일
- 한세권, 1982년 9월 18일 ~ 1983년 12월 26일
- 고황, 1983년 12월 27일 ~ 1985년 8월 30일
- 김용선, 1985년 8월 31일 ~ 1986년 3월 7일
- 이호선, 1986년 3월 8일 ~ 1988년 6월 3일
- 조건호, 1988년 6월 4일 ~ 1991년 1월 9일
- 최병호, 1991년 1월 10일 ~ 1992년 1월 3일
- 직무대리[8], 권호장, 1992년 1월 4일 ~ 1992년 1월 30일
- 권호장, 1992년 1월 31일 ~ 1993년 1월 17일
- 홍성원 1993년 1월 18일 ~ 1994년 5월 8일
- 박계민 1994년 5월 9일 ~ 1994년 12월 31일
- 김관수 1995년 1월 1일 ~ 1995년 5월 9일

## 인구
송탄시의 연도별 인구(내국인) 추이
| 연도   | 총인구   |
| ------ | -------- |
| 1985년 | 66,310명 |
| 1990년 | 77,357명 |

## 같이 보기
- 평택시
- 오산 공군기지
- 군사도시